# Миртис
Миртис — древнегреческая поэтесса VI в. до н. э.
Миртис была родом из Анфедона — небольшого городка в Беотии. Считается, что Миртис была наставницей фиванского поэта Пиндара, а потом состязалась с ним в мастерстве, о чём намекают некоторые фрагменты стихов другой беотийской поэтессы Коринны.
Плутарх, сам по происхождению беотиец, называет Миртис «поэтессой, создательницей мелодий» (др.-греч. ποιήτρια μελών). Он в «Греческих вопросах» пересказывает стих Миртис о несчастной любви девушки Охны к юноше Эвносту, закончившейся трагедией: юноша отверг любовь Охны, и та оклеветала его, обвинив в насилии. Юноша был убит братьями Охны, и когда она, терзаемая раскаянием, всё рассказала, её братья отправились в изгнание, а сама она бросилась в море со скалы. И с тех пор в городе Танагре женщинам категорически запрещается входить в посвящённую Эвносту рощу.
В честь Миртис в разных городах Греции были установлены статуи. Так, во II в. н. э. ещё стояла бронзовая статуя Миртис, установленная неизвестным более скульптором Боискусом.